# Alberese
Alberese è una frazione del comune italiano di Grosseto, in Toscana.

## Geografia fisica

### Territorio
Il centro di Alberese è situato 15 km a sud-est del capoluogo, nel cuore del Parco naturale della Maremma. Nonostante la presenza antropica sin dall'era preistorica, dove visse l'uomo delle caverne, oggi le vaste praterie e i naturali paradisi circostanti con il loro patrimonio faunistico e floristico, sono salvati e tutelati. Attualmente, l'Ente Parco Regionale della Maremma e una serie di normative regionali permettono di salvaguardare la conservazione ed il perdurare di questo patrimonio naturalistico. Mandrie brade di cavalli e buoi maremmani scorrazzano ancora per i larghi prati mentre tra i fitti boschi dei Monti dell'Uccellina i cinghiali,  daini e caprioli vivono in natura.
Le sterminate campagne si ravvivano in ogni stagione dei colori della natura, ocra in autunno e in inverno, verdi in primavera e gialli in estate, quando distese di girasoli si alternano ai campi di grano. Nelle assolate giornate estive, non è raro imbattersi nel fenomeno della fata morgana percorrendo a piedi le lunghe e dritte strade vicinali.

### Clima
Il clima della località e dell'area di Alberese presenta caratteristiche di tipo mediterraneo, più marcate lungo l'area litoranea e leggermente attenuate nell'area pianeggiante in cui è situato il centro, a causa della presenza, a ovest, dei monti dell'Uccellina che esercitano un limitato effetto di barriera all'azione mitigatrice del mare.
Le temperature medie di gennaio si attestano attorno ai +7 °C, mentre quelle di luglio sono di poco superiori ai 22 °C; mediamente i valori sono di poco inferiori, soprattutto nella stagione estiva, a quelli che si registrano nelle due stazioni meteorologiche di Grosseto. Rispetto al capoluogo, le precipitazioni medie annue risultano inferiori, sia nella quantità (600 mm annui) che nella frequenza (62 giorni annui con almeno 1 mm); le piogge risultano molto scarse durante il trimestre estivo (mediamente circa 60 mm in appena 7 giorni).

## Storia
Fin dalla preistoria furono abitate alcune grotte, come quella dello Scoglietto, che conserva tracce di frequentazione anche più recenti (età del Bronzo, età Romana); resti etruschi (Poggio Raso) e romani (Santa Francesca, Le Frasche) sono presenti soprattutto verso Talamone e lungo la Via Aurelia.
Il moderno abitato, dominato dall'imponente mole della villa granducale, è stato disegnato negli anni trenta del secolo scorso come "città di fondazione" di concezione fascista che la sviluppò grazie all'Opera Nazionale Combattenti ed all'assegnazione delle terre a contadini provenienti prevalentemente dal Veneto e dall'Italia nord-orientale.

## Monumenti e luoghi d'interesse

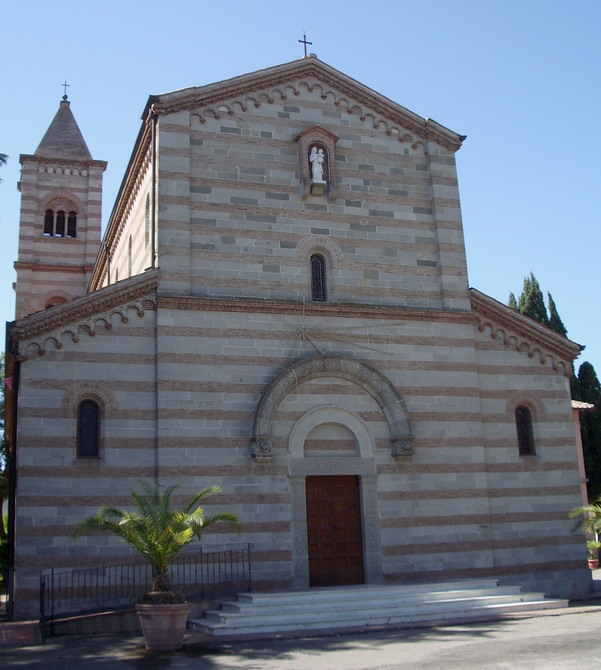
Facciata della chiesa di Santa Maria ad Alberese.

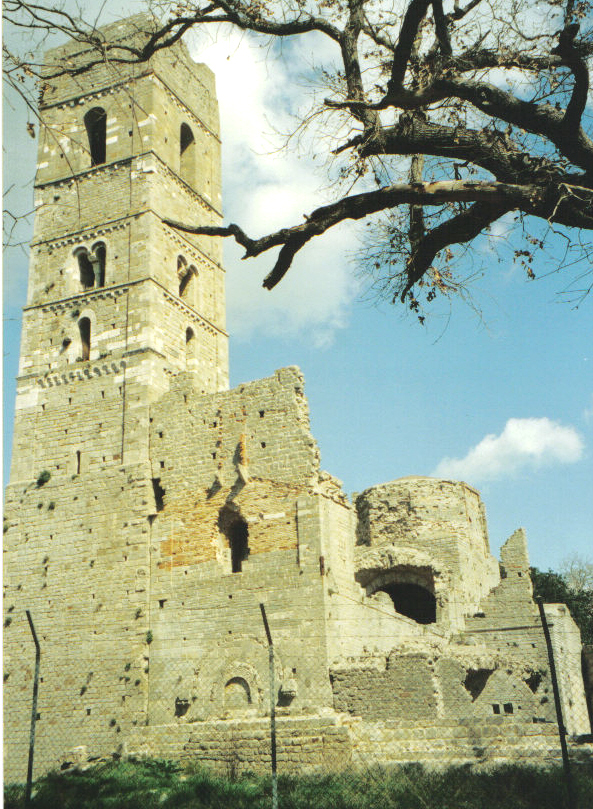
L'abbazia di San Rabano sui monti dell'Uccellina.

### Architetture religiose
- Chiesa di Santa Maria, chiesa parrocchiale della frazione, è stata costruita negli anni trenta del XX secolo su progetto dell'ingegnere Enzo Fedi e consacrata nel 1936. L'edificio si presenta in stile neoromanico. La parrocchia di Alberese conta circa 1 300 abitanti.[2]
- Chiesa di Sant'Antonio Abate, è stata costruita nel 1587 come cappella della villa granducale posta su un'altura poco sopra il luogo dove oggi sorge il borgo. Ha svolto le funzioni di chiesa parrocchiale prima della costruzione dell'odierna chiesa di Santa Maria. L'interno è decorato in stile barocco.
- Abbazia di San Rabano, situata nel Parco naturale della Maremma ad una altezza di circa 320 metri sul livello del mare, in una sella tra poggio Uccellina (347 m) e poggio Lecci (417 m), è citata per la prima volta in un documento del 1101 come Santa Maria Alborensis. Monastero benedettino, fu ceduto all'ordine dei cavalieri di San Giovanni di Gerusalemme nel 1307, per poi venire definitivamente abbandonato nel XVI secolo in seguito alla costruzione della chiesa di Sant'Antonio abate ad Alberese. Si presenta oggi sotto forma di imponenti ruderi, che conservano ancora la monumentale torre campanaria.[3]
- Romitorio dell'Uccellina, situato all'interno del Parco naturale della Maremma, sui monti dell'Uccellina, si presenta sotto forma di ruderi, con strutture murarie in pietra di epoca medievale, nel cui impianto è visibile la porta di ingresso.

### Architetture civili
- Villa granducale di Alberese, situata su un'altura che domina il borgo, è stata edificata nel corso del XV secolo come sede dell'Ordine dei cavalieri di Malta. Divenuta successivamente dimora granducale, subì sostanziali lavori di ristrutturazione nel corso del XVIII secolo, che trasformarono l'antico edificio in villa-fattoria, ad opera dei Lorena. Attualmente è sede dell'azienda agricola di Alberese, centro di rappresentanza della Regione Toscana, istituita nel 1999.

### Architetture militari
- Torre di Castel Marino, costruita nel corso del XIII secolo su un poggio nel cuore del Parco naturale della Maremma presso Marina di Alberese, svolgeva funzioni di difesa e di avvistamento. Con la costruzione della vicina Torre di Collelungo, fu gradualmente dismessa.
- Torre di Collelungo, situata su un modesto promontorio del Parco naturale della Maremma proprio dinanzi all'omonima spiaggia, è una delle torri meglio conservate del litorale grossetano. Fu costruita nel XVI secolo nel luogo dove probabilmente vi era una preesistente fortificazione.
- Torre dell'Uccellina, edificata durante il XIV secolo lungo il crinale dei monti dell'Uccellina, con funzioni di avvistamento e di difesa della vicina abbazia di San Rabano, del cui complesso è parte integrante.

### Siti archeologici
- Lo Scoglietto: località situata all'interno del Parco naturale della Maremma, nell'area tra Spergolaia e la foce dell'Ombrone, in cui sono stati rinvenuti insediamenti frequentati in un lungo periodo tra il I secolo a.C. ed il VI secolo d.C. È stata documentata sul luogo la presenza di un tempio romano dedicato a Diana Umbronensis, di cui rimangono alcune strutture murarie.

## Società

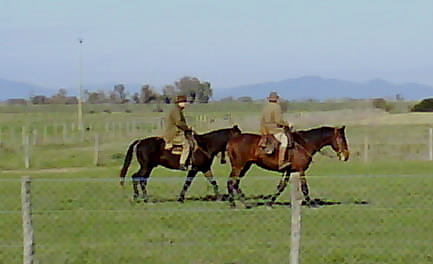
Butteri al lavoro presso Alberese.

### Evoluzione demografica
Quella che segue è l'evoluzione demografica della frazione di Alberese.
| Anno | Abitanti       | Abitanti |
| Anno | Centro abitato | Frazione |
| ---- | -------------- | -------- |
| 1931 | —              | 1 207    |
| 1936 | 163            | 1 443    |
| 1961 | 251            | 1 275    |
| 1981 | 338            | —        |
| 1991 | 322            | —        |
| 2001 | 338            | —        |
| 2011 | 368            | —        |

### Dialetti e lingue
Nella frazione e nell'immediato territorio, accanto alla lingua italiana e al maremmano, è parlato anche il veneto, trasmesso dai coloni giunti nel ventesimo secolo, ma sufficientemente influenzato dal precedente da essere considerato in via di estinzione.

## Geografia antropica
Alberese è stata sede fino al 2011 della circoscrizione 5 Alberese-Rispescia del comune di Grosseto.
Nel novembre del 2005 si costituisce la Pro loco Alborensis.

## Infrastrutture e trasporti

### Strade
- ((Provinciale 59))
- Strada statale 1 Via Aurelia (uscite Alberese e Alberese-Rispescia)

### Ferrovie
- Ferrovia Tirrenica
  - Stazione di Alberese

### Piste ciclabili
- Pista ciclabile Alberese-Marina di Alberese-Bocca d'Ombrone